# AMX A-1
O AMX A-1, ou simplesmente AMX é um caça-bombardeiro de ataque ar-superfície usado para missões de interdição, apoio aéreo aproximado e reconhecimento aéreo. Foi projetado na Itália pela Aermacchi, do consórcio AMX International. Na Força Aérea Brasileira, é designado A-1 (A-1A para a versão monoplace e A-1B para a versão de dois lugares).  Com a modernização o A-1 passa a incorporar o M em sua designação na FAB, tornando-se então A-1M. Na Itália, ele tem o apelido de "Ghibli".
O AMX é capaz de operar em altas velocidades subsônicas a baixa altitude, tanto de dia quanto de noite, e se necessário, a partir de bases pouco equipadas ou com pistas danificadas. O caça conta com relativamente baixa assinatura em infravermelho e reduzida secção frontal ao radar, para melhorar seu percentual de sucesso nas missões. A auto-defesa é proporcionada por mísseis ar-ar, canhões integrados e sistemas de contramedidas eletrônicas.

## Desenvolvimento
Em 1977, a Força Aérea Italiana efetuou um requerimento para um caça-bombardeiro para substituir seus Aeritalia G.91 e alguns de seus F-104 Starfighter. Em vez de competir entre si pelo contrato, a Aeritalia (depois Alenia Aeronautica) e a Aermacchi concordaram em fazer uma proposta conjunta, já que ambas as companhias estavam considerando o desenvolvimento de uma classe similar de aviões por alguns anos. Os trabalhos de desenvolvimento iniciaram em abril de 1978.
Em 27 de março de 1981, o governo italiano e o governo do Brasil concluíram um acordo de requerimentos conjuntos para as aeronaves, e a Embraer foi convidada a se juntar ao programa em julho do mesmo ano.
Nesta parceria, ficou sob a responsabilidade da Embraer, além da montagem das unidades para a FAB, absorver o conhecimento para o desenvolvimento e produção dos conjuntos e componentes do sistema de acionamento dos trens de pouso da aeronave. A Embraer forneceria tanto para as aeronaves brasileiras quanto para as italianas, os conjuntos dos trens de pouso principais, válvulas e atuadores de acionamento, conjuntos de rodas, freios e conjuntos de suporte e alijamento de cargas sub-alares. Todos estes componentes seriam de fornecimento brasileiro. Para isso, foi criada em 1984 a Embraer Divisão Equipamentos (EDE), que em 2008 passou a se denominar Eleb Equipamentos Ltda.
O primeiro protótipo voou em 15 de maio de 1984. Embora esse exemplar tenha sido perdido durante o seu quinto voo (matando seu piloto), o programa de testes foi considerado tranquilo. A produção em série foi iniciada na metade de 1986, com os primeiros exemplares entregues à Força Aérea Italiana e à Força Aérea Brasileira em 1989. Desde então, ao redor de 200 AMXs foram construídos.

## Ação em combate

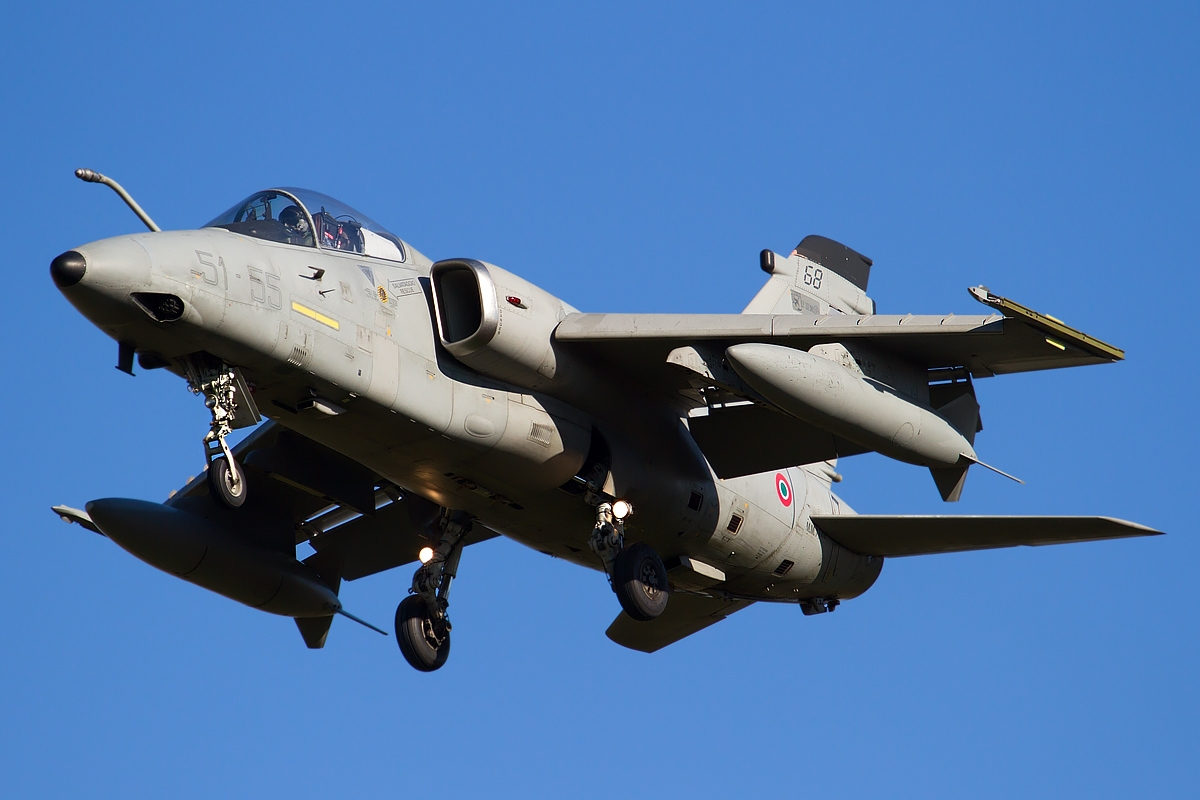
Um AMX da Força Aérea Italiana.

O batismo de fogo dos AMX foi através dos esquadrões italianos, que voaram 252 missões de combate sobre o Kosovo em 1999, como parte da Operação Forças Aliadas, sem nenhuma aeronave perdida.
Em 2011, três aeronaves da base italiana de Trapani, na Sicilia, totalizaram 500 horas de voo em missões na Líbia, entre os meses de abril e outubro, a serviço da OTAN.

## Modernização
Responsável pela incorporação de novas tecnologias como o HUD (Head-Up Display), HOTAS (Hands On Throttle And Sticks), MFD (Multi-Functional Display) e o RWR (Radar Warning Receiver), a Embraer Defesa e Segurança (EDS) entregou o primeiro avião de ataque AMX modernizado, identificado como A-1M, para a Força Aérea Brasileira em 3 de setembro de 2013.
A modernização seguiu o mesmo padrão das modernizações de outras aeronaves utilizadas pela FAB, o A-29 e o Northrop F-5EM Tiger II, com novos sistemas de navegação, armamentos, geração de oxigênio, radar multimodo e contramedidas eletrônicas.
A Embraer Defesa e Segurança é uma unidade da Embraer, criada em 2011, que detém capacitação em gestão de integração de tecnologia e sistemas, através de parcerias com empresas de alta tecnologia, como a Elbit e a Orbisat, dentre outras. Foi criada para assumir a modernização dos vetores de combate (integração dos equipamentos e ensaios). A Elbit foi a responsável pelos sistemas aviônicos e a Orbisat, pelos radares e sensoreamento remoto.
O programa previu o investimento de US$ 400 milhões ao longo de 5 anos para a modernização de 43 caças AMX A-1. O programa também previu:
- Substituição do radar pelo SCP-01, fabricado pela Mectron, de São José dos Campos.
- Novo sistema de geração de oxigênio (OBOGS).
- Novos MFDs
- Iluminação compatível com o uso de óculos de visão noturna.
- Visor montado no capacete.
- Novo RWR.
- Lançadores automáticos de chaff/flare.[6]

### Cancelamento da modernização
Em maio de 2016, um remanejamento orçamentário elaborado pelo governo brasileiro obrigou o Ministério da Aeronáutica a cancelar a modernização do AMX. Das 43 aeronaves previstas inicialmente, estima-se que apenas 11 unidades foram entregues à FAB  e deverão ser retiradas de serviço a partir de 2025. 

## Operadores
- Força Aérea Italiana
  - 13 Gruppo/32 Stormo
  - 14 Gruppo/2 Stormo
  - 28 Gruppo/3 Stormo
  - 101 Gruppo/32 Stormo
  - 103 Gruppo/51 Stormo
  - 132 Gruppo/51 Stormo

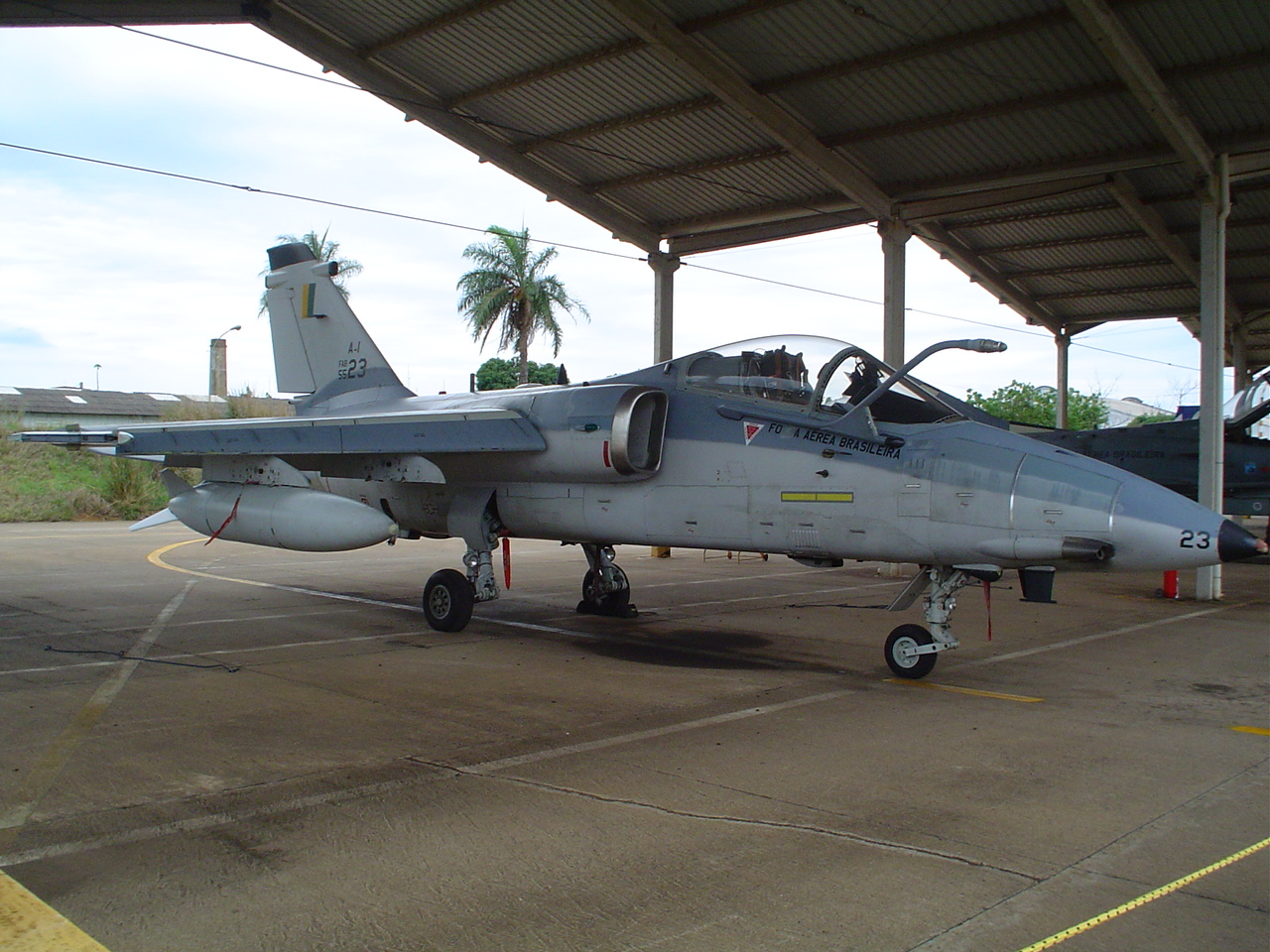
FAB A-1

- Força Aérea Brasileira – 11 unidades modernizadas. Opera até 2025
- A Tailândia realizou um pedido que foi posteriormente cancelado.[10]
- O Iraque fez um pedido de 40 AMX, mas foi negado devido a hostilidades.[10]
- O Chile avaliou o AMX para substituir seus Hawker Hunter, mas em setembro de 2018, depois de três anos de avaliações, foi preterido pelo Mirage Mirsip (Mirage System Improvement Program) - Mirage 5 com aviônica modernizada (Mirage M5).[11]

## Características

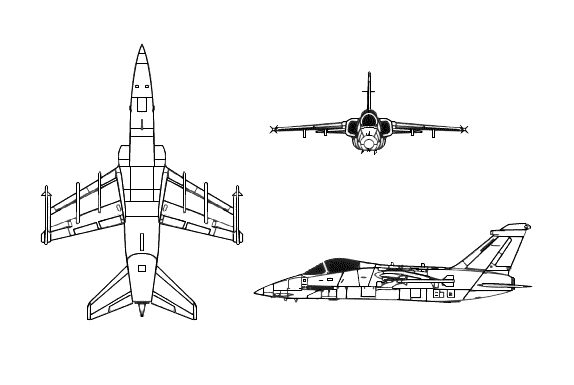
Projecção ortográfica do AMX

- Tripulantes: 1 (AMX), 2 (AMX-T; versão biplace de treinamento/operacional)
- Comprimento: 13,23 m
- Envergadura: 8,87 m
- Altura: 4,55 m
- Peso vazio: 6 730 kg
- Peso carregado: 10 750 kg
- Peso máximo: 13 000 kg
- Motor: um turbofan Rolls-Royce Spey RB.168 Mk.807[12]
- Empuxo: 5 006 quilogramas-força (11 037 libras-força)[12]

### Desempenho
- Velocidade máxima: 1 020 km/h
- Alcance: 3 330 km
- Teto de serviço: 13 000 metros (42 651 pés)
- Razão de ascensão: 10 240 pés/min
- Relação empuxo/peso: 0,47

### Armamento
- 1 canhão rotativo de 20 mm M61 Vulcan (aviões italianos) ou
- 2 canhões de 30 mm DEFA 554 (aviões brasileiros)
- 2 mísseis ar-ar AIM-9 Sidewinder ou MAA-1 Piranha nos trilhos das pontas das asas
- 3 800 kg de carga bélica em 5 pontos duros, incluindo bombas de emprego geral e bombas guiadas por laser, mísseis ar-superfície, foguetes e pods de reconhecimento.